# Noce di cocco (film)
Noce di cocco è un film italiano del 1995 diretto da Marco Frosini.